# Kỷ (nước)
Kỷ (tiếng Trung: 杞; bính âm: Qǐ) trong lịch sử Trung Quốc từ thời nhà Thương đến những năm đầu thời kỳ Chiến Quốc là một nước chư hầu của các triều đại nối tiếp nhau như nhà Thương, nhà Chu với thời gian tồn tại trên 1.000 năm.
Các vị quân chủ của nước Kỷ là người mang họ Tự, hậu duệ của vua Vũ nhà Hạ. Nước Kỷ thành lập vào khoảng thời nhà Thương nhưng không thể kiểm chứng được là có những sự kiện cụ thể nào từng xảy ra với nhà nước này trong thời kỳ nhà Thương. Đến đầu thời nhà Chu, nước Kỷ mới được nhắc tới, từ Kỷ Đông Lâu công trở đi mới có một số sử liệu có thể khảo chứng với sự truyền ngôi của khoảng 20 vị quân chủ. Tới năm 445 TCN, nước Kỷ bị nước Sở tiêu diệt.

## Trong sử sách
Nước Kỷ là một tiểu quốc nên sử sách ít đề cập tới, trong Sử ký của Tư Mã Thiên tuy có quyển Trần-Kỷ thế gia chép lại lịch sử hai nước Trần và Kỷ, nhưng phần viết về nước Kỷ chỉ có trên 270 từ, lại còn ghi thêm rằng: "Kỷ tiểu vi, kì sự bất túc xưng thuật" (Kỷ quá nhỏ, nên chẳng đủ quan trọng để nói tới).

## Kinh đô
Là một nước nhỏ, xung quanh lại có các nước lớn dòm ngó nên nước Kỷ nhiều lần bị buộc phải dời đô. Thời kỳ đầu, nước Kỷ có kinh đô tại khu vực đất Kỷ, ngày nay là huyện Kỷ của tỉnh Hà Nam, sau đó di dời tới khu vực ngày nay là huyện Tân Thái trong tỉnh Sơn Đông, rồi lại dời tới Duyên Lăng, ngày nay là huyện Xương Lạc, tỉnh Sơn Đông và cuối cùng là tới Thuần Vu, ngày nay là huyện An Khâu.

## Thời kì nhà Thương
Thời kỳ nhà Thương, nước Kỷ đã tồn tại. Căn cứ Kinh Lễ, sau khi Thành Thang đánh bại Hạ Kiệt thì một số con cháu hoàng tộc nhà Hạ đã di dời tới đất Kỷ (nay là huyện Kỷ tỉnh Hà Nam). Sau đó có lúc được phong, có lúc bị phế bỏ ở đất này. Sử ký có chép: "Kỷ tại Thương thì, hoặc phong hoặc tuyệt".

## Thời kỳ nhà Chu
Chu Vũ Vương sau khi diệt nhà Thương, cho người tìm kiếm hậu duệ của vua Vũ, kết quả tìm thấy Đông Lâu công, nhân đó phong cho ông ở đất Kỷ để thờ cúng vua Vũ. Đồng thời Chu Vũ Vương cũng phong cho hậu duệ của vua Thuấn tại đất Trần để thờ cúng vua Thuấn.
Từ Kỷ Đông Lâu công tới Kỷ Mưu Thú công, trong Sử ký chép đúng 4 đời nhưng không chỉ rõ thời gian trị vì của mỗi người. Do khoảng thời gian từ khi Chu Vũ Vương phong cho Đông Lâu công cho đến khi Kỷ Mưu Thú công tại vị (thời kỳ Chu Lệ Vương trị vì) cách nhau khoảng gần 200 năm và cũng trong thời gian này có 10 vị vua nhà Chu thay nhau trị vì nên có người cho rằng có thể một vài đời các vị quân chủ nước Kỷ đã bị bỏ sót.
Sau thời Kỷ Mưu Thú công, nước Kỷ dời đô từ khu vực huyện Kỷ tỉnh Hà Nam tới vùng đất thuộc tỉnh Sơn Đông ngày nay. Trong thời gian này, nước Kỷ trước sau mấy lượt bị quân Tống, Hoài Di, Từ tấn công, không thể trụ lại ở Hà Nam nên buộc phải tạm thời chuyển tới khu vực ngày nay là phụ cận Đằng Châu, Sơn Đông của nước Chu (sau này đổi thành Trâu) để lánh nạn, sau đó chuyển tới khu vực ngày nay là Tân Thái.
Sau đó, do bị các nước khác liên tục xâm lấn nên nước Kỷ bị buộc phải tiếp tục di dời về phía đông. Ban đầu di dời tới khu vực ngày nay là Duy Phường, sau đó, vào khoảng năm 646 TCN, khi Kỷ Thành công tại vị, nước Kỷ di dời tới Duyên Lăng (ngày nay là phụ cận huyện Xương Lạc, tỉnh Sơn Đông). Đến khoảng năm thứ 29 đời Lỗ Tương công (544 TCN), Kỷ Văn công lại dời đô tới Thuần Vu (ngày nay là phụ cận huyện An Khâu, tỉnh Sơn Đông). Hiện nay, Hoàng Kì bảo trấn tại tây nam huyện An Khâu là di tích thành cổ nước Kỷ, có lẽ là của kinh đô nước Kỷ.
Nước Kỷ vốn nhỏ bé, lại tiếp giáp với Tề, Lỗ nên thường bị xâm lược. Nước Lỗ thường lấy cớ quân chủ nước Kỷ "bất kính" để nhiều lần "phạt Kỷ", "nhập Kỷ", xâm chiếm "đất Kỷ". Nước Kỷ phải tìm kiếm sự bảo vệ cho chính mình nên đã kết làm đồng minh với nước Tấn.
Nước Kỷ những năm cuối của sự tồn tại thường xảy ra những bất ổn nội bộ, liên tục xuất hiện việc em trai của vị quân chủ đương nhiệm giết anh để tự mình thay thế. Năm 506 TCN, con của Kỷ Điệu công là Kỷ Ẩn công kế vị, chẳng được mấy tháng bị em trai giết để chiếm quyền, tức Kỷ Ly công. Sau khi Kỷ Ly công chết, con trai ông này là Kỷ Mẫn công lên ngôi, được 16 năm, tức năm 471 TCN lại bị em trai giết chết để thay thế, tức là Kỷ Ai công. Sử ký không chép nhiều về các sự kiện của nước Kỷ, cơ bản chỉ thuật lại các thế hệ quân chủ nước Kỷ. Có đúng 2 sự kiện được chép lại đều là việc em giết anh để nắm quyền.
Năm 445 TCN, dưới thời Sở Huệ vương, nước Kỷ bị quân đội nước Sở tiêu diệt. Em trai của Kỷ Giản Công là Công tử Đà (公子佗) trốn về nước Lỗ, được Lỗ Điệu Công phong làm Hạ hầu (夏侯). Từ đó hậu duệ nhà Hạ không còn nắm giữ vai trò quân chủ của một nước chư hầu.

## Văn hóa
Nước Kỷ tuy nhỏ, nhưng lại có ý nghĩa khá quan trọng, do người nước Kỷ là hậu duệ của vương thất nhà Hạ nên họ còn duy trì lễ nghĩa của nhà Hạ. Khổng Tử khi khảo sát lễ nghĩa nhà Hạ từng tới nước Kỷ. Do phần lớn văn hiến nước Kỷ đã mất mát, thất truyền nên Khổng Tử từng cảm khái mà nói rằng: "Hạ lễ ngô năng ngôn chi, Kỷ bất túc trưng dã" (Lễ nghĩa của Hạ theo lời của tôi thì nước Kỷ chẳng đủ để làm chứng).
Trong dân gian còn lưu truyền câu ngụ ngôn liên quan tới nước Kỷ gọi là "Kỷ nhân ưu thiên" (người đất Kỷ lo trời [sập]), đại ý chế nhạo sự lo âu vô vị và không cần thiết của người nước Kỷ về khả năng bầu trời sụp xuống đầu của họ, nhưng có những người lại cho rằng do nước Kỷ phải trải qua nhiều phen lo âu hoạn nạn mà tạo thành ý thức lo âu buồn phiền của người nước này.
Các chứng cứ khảo cổ về nước Kỷ không nhiều nhưng sự tồn tại của nước Kỷ từ thời Thương có thể được chứng thực bằng các giáp cốt văn thời kỳ Ân-Thương. Tổng cộng chỉ có 6 mảnh giáp cốt văn Ân Khư đề cập tới Kỷ hầu hoặc đất Kỷ, có thể coi là chứng cứ cho thấy nước Kỷ đã tồn tại từ thời nhà Thương. Tại huyện Kỷ trước đây từng có miếu Đông Lâu Công do người đời sau xây dựng để cúng tế vị khai quốc nước Kỷ là Đông Lâu công, nhưng đã bị phá hủy vào năm 1949. Tại Tân Thái, trong thời Đạo Quang và Quang Tự của nhà Thanh, người ta từng khai quật được một nhóm các cổ vật bằng đồng với dòng chữ "kỷ bá mỗi vong tác chu tào bảo đỉnh, kì vạn niên mi thọ, tử tử tôn tôn vĩnh bảo dụng hưởng" được làm ra từ thời Kỷ bá Mỗi Vong. Năm 2002, tại Chu Gia Trang ở huyện Tân Thái người ta lại phát hiện ra một quần thể mộ táng của quý tộc nước Kỷ, minh chứng rằng Tân Thái từng là vùng đất của nước Kỷ. Ngoài ra, năm 1962, một cửa hiệu đồ cổ tại Vũ Hán từng thu mua được một chiếc quỹ (bát đựng đồ ăn) thời Kỷ bá Mỗi Vong. Năm 1966, tại Đằng Châu, Sơn Đông, người ta cũng đã khai quật được một chiếc đỉnh (vạc) cũng thuộc thời kỳ Mỗi Vong.

## Quân chủ nước Kỷ
Các vị quân chủ nước Kỷ trong thời nhà Thương không thể khảo chứng, đến thời nhà Chu thì ghi chép về các vị quân chủ nước Kỷ cũng không đầy đủ, hiện tại người ta công nhận 20 vị quân chủ có thể khảo chứng. Từ Kỷ Đông Lâu công cho tới Kỷ Giản công, về cơ bản là con kế nghiệp cha, chỉ một vài ngoại lệ như đã đề cập trên đây là em thay anh. Từ Kỷ Vũ công trở về trước thì thời gian tại vị của các vị quân chủ nước Kỷ cũng không thể khảo chứng do không có bất kỳ ghi chép nào khác có liên quan trong bất kỳ sử liệu nào. Từ Kỷ Vũ công trở về sau thì thời gian trị vì của các vị quân chủ có ghi lại, theo đó Kỷ Hoàn công là người tại vị lâu nhất, tới 70 năm còn Kỷ Ẩn công là người tại vị ít nhất, chỉ vài tháng.
Về vấn đề tước hiệu của các vị quân chủ nước Kỷ, mặc dù Sử ký ghi là tước công nhưng trên thực tế thì tước hiệu này cũng có sự thay đổi. Khi Chu Vũ Vương phong cho Đông Lâu công vào đất Kỷ làm chư hầu của nhà Chu thì ông này có tước công với lễ nghi cực kỳ long trọng. Sau khi Chu Bình Vương phải di dời sang phía đông thì vương triều nhà Chu đã suy yếu, tước phong cho quân chủ nước Kỷ có lẽ cũng bị giáng theo. Trong sử sách ghi chép về thời Xuân Thu, quân chủ nước Kỷ nhiều khi còn được gọi là "Kỷ hầu", "Kỷ bá", hay thậm chí là "Kỷ tử". Các cổ vật bằng đồng được khai quật tại Tân Thái với các chữ khắc (kim văn) đề cập tới Kỷ bá Mỗi Vong là minh chứng cho thấy tước hiệu của quân chủ nước Kỷ từng bị giáng xuống tới tước bá.

### Danh sách các vị quân chủ
Danh sách các vị quân chủ dưới đây lấy theo Sử ký của Tư Mã Thiên, có chỉnh lý lại theo Hạ Thương Chu đoạn đại công trình cùng các sách của các tác giả liệt kê trong phần tham khảo dưới đây.
| Kỷ Đông Lâu công                 |                               |                               |                               |                               |                               |                  |                  |                                  |                                  |                                  |                                  |                                  |                                  |  |  |                                  |                                  |                                  |                                  |                                  |                                  |                                |                                |                                  |                                |                                |                                |                                |                                |  |  |  |  |  |  |  |  |  |  |  |  |  |  |
|                                  |                               |                               |                               |                               |                               |                  |                  |                                  |                                  |                                  |                                  |                                  |                                  |  |  |                                  |                                  |                                  |                                  |                                  |                                  |                                |                                |                                  |                                |                                |                                |                                |                                |  |  |  |  |  |  |  |  |  |  |  |  |  |  |
| Kỷ Tây Lâu công                  |                               |                               |                               |                               |                               |                  |                  |                                  |                                  |                                  |                                  |                                  |                                  |  |  |                                  |                                  |                                  |                                  |                                  |                                  |                                |                                |                                  |                                |                                |                                |                                |                                |  |  |  |  |  |  |  |  |  |  |  |  |  |  |
|                                  |                               |                               |                               |                               |                               |                  |                  |                                  |                                  |                                  |                                  |                                  |                                  |  |  |                                  |                                  |                                  |                                  |                                  |                                  |                                |                                |                                  |                                |                                |                                |                                |                                |  |  |  |  |  |  |  |  |  |  |  |  |  |  |
| Kỷ Đề công                       |                               |                               |                               |                               |                               |                  |                  |                                  |                                  |                                  |                                  |                                  |                                  |  |  |                                  |                                  |                                  |                                  |                                  |                                  |                                |                                |                                  |                                |                                |                                |                                |                                |  |  |  |  |  |  |  |  |  |  |  |  |  |  |
|                                  |                               |                               |                               |                               |                               |                  |                  |                                  |                                  |                                  |                                  |                                  |                                  |  |  |                                  |                                  |                                  |                                  |                                  |                                  |                                |                                |                                  |                                |                                |                                |                                |                                |  |  |  |  |  |  |  |  |  |  |  |  |  |  |
| Kỷ Mưu Thú công                  |                               |                               |                               |                               |                               |                  |                  |                                  |                                  |                                  |                                  |                                  |                                  |  |  |                                  |                                  |                                  |                                  |                                  |                                  |                                |                                |                                  |                                |                                |                                |                                |                                |  |  |  |  |  |  |  |  |  |  |  |  |  |  |
|                                  |                               |                               |                               |                               |                               |                  |                  |                                  |                                  |                                  |                                  |                                  |                                  |  |  |                                  |                                  |                                  |                                  |                                  |                                  |                                |                                |                                  |                                |                                |                                |                                |                                |  |  |  |  |  |  |  |  |  |  |  |  |  |  |
| Kỷ Vũ công ?-751 TCN - 704 TCN   |                               |                               |                               |                               |                               |                  |                  |                                  |                                  |                                  |                                  |                                  |                                  |  |  |                                  |                                  |                                  |                                  |                                  |                                  |                                |                                |                                  |                                |                                |                                |                                |                                |  |  |  |  |  |  |  |  |  |  |  |  |  |  |
|                                  |                               |                               |                               |                               |                               |                  |                  |                                  |                                  |                                  |                                  |                                  |                                  |  |  |                                  |                                  |                                  |                                  |                                  |                                  |                                |                                |                                  |                                |                                |                                |                                |                                |  |  |  |  |  |  |  |  |  |  |  |  |  |  |
| Kỷ Tĩnh công ?-704 TCN - 681 TCN |                               |                               |                               |                               |                               |                  |                  |                                  |                                  |                                  |                                  |                                  |                                  |  |  |                                  |                                  |                                  |                                  |                                  |                                  |                                |                                |                                  |                                |                                |                                |                                |                                |  |  |  |  |  |  |  |  |  |  |  |  |  |  |
|                                  |                               |                               |                               |                               |                               |                  |                  |                                  |                                  |                                  |                                  |                                  |                                  |  |  |                                  |                                  |                                  |                                  |                                  |                                  |                                |                                |                                  |                                |                                |                                |                                |                                |  |  |  |  |  |  |  |  |  |  |  |  |  |  |
| Kỷ Cung công ?-681 TCN - 673 TCN |                               |                               |                               |                               |                               |                  |                  |                                  |                                  |                                  |                                  |                                  |                                  |  |  |                                  |                                  |                                  |                                  |                                  |                                  |                                |                                |                                  |                                |                                |                                |                                |                                |  |  |  |  |  |  |  |  |  |  |  |  |  |  |
|                                  |                               |                               |                               |                               |                               |                  |                  |                                  |                                  |                                  |                                  |                                  |                                  |  |  |                                  |                                  |                                  |                                  |                                  |                                  |                                |                                |                                  |                                |                                |                                |                                |                                |  |  |  |  |  |  |  |  |  |  |  |  |  |  |
| Kỷ Đức công ?-673 TCN - 655 TCN  |                               |                               |                               |                               |                               |                  |                  |                                  |                                  |                                  |                                  |                                  |                                  |  |  |                                  |                                  |                                  |                                  |                                  |                                  |                                |                                |                                  |                                |                                |                                |                                |                                |  |  |  |  |  |  |  |  |  |  |  |  |  |  |
|                                  |                               |                               |                               |                               |                               |                  |                  |                                  |                                  |                                  |                                  |                                  |                                  |  |  |                                  |                                  |                                  |                                  |                                  |                                  |                                |                                |                                  |                                |                                |                                |                                |                                |  |  |  |  |  |  |  |  |  |  |  |  |  |  |
|                                  |                               |                               |                               |                               |                               |                  |                  |                                  |                                  |                                  |                                  |                                  |                                  |  |  |                                  |                                  |                                  |                                  |                                  |                                  |                                |                                |                                  |                                |                                |                                |                                |                                |  |  |  |  |  |  |  |  |  |  |  |  |  |  |
| Kỷ Thành công ?-655 TCN - 637    | Kỷ Thành công ?-655 TCN - 637 | Kỷ Thành công ?-655 TCN - 637 | Kỷ Thành công ?-655 TCN - 637 | Kỷ Thành công ?-655 TCN - 637 | Kỷ Thành công ?-655 TCN - 637 |                  |                  | Kỷ Hoàn công ?-637 TCN - 567 TCN | Kỷ Hoàn công ?-637 TCN - 567 TCN | Kỷ Hoàn công ?-637 TCN - 567 TCN | Kỷ Hoàn công ?-637 TCN - 567 TCN | Kỷ Hoàn công ?-637 TCN - 567 TCN | Kỷ Hoàn công ?-637 TCN - 567 TCN |  |  |                                  |                                  |                                  |                                  |                                  |                                  |                                |                                |                                  |                                |                                |                                |                                |                                |  |  |  |  |  |  |  |  |  |  |  |  |  |  |
| Kỷ Thành công ?-655 TCN - 637    | Kỷ Thành công ?-655 TCN - 637 | Kỷ Thành công ?-655 TCN - 637 | Kỷ Thành công ?-655 TCN - 637 | Kỷ Thành công ?-655 TCN - 637 | Kỷ Thành công ?-655 TCN - 637 |                  |                  | Kỷ Hoàn công ?-637 TCN - 567 TCN | Kỷ Hoàn công ?-637 TCN - 567 TCN | Kỷ Hoàn công ?-637 TCN - 567 TCN | Kỷ Hoàn công ?-637 TCN - 567 TCN | Kỷ Hoàn công ?-637 TCN - 567 TCN | Kỷ Hoàn công ?-637 TCN - 567 TCN |  |  |                                  |                                  |                                  |                                  |                                  |                                  |                                |                                |                                  |                                |                                |                                |                                |                                |  |  |  |  |  |  |  |  |  |  |  |  |  |  |
|                                  |                               |                               |                               |                               |                               |                  |                  |                                  |                                  |                                  |                                  |                                  |                                  |  |  |                                  |                                  |                                  |                                  |                                  |                                  |                                |                                |                                  |                                |                                |                                |                                |                                |  |  |  |  |  |  |  |  |  |  |  |  |  |  |
| Kỷ Hiếu công ?-567 TCN - 550     | Kỷ Hiếu công ?-567 TCN - 550  | Kỷ Hiếu công ?-567 TCN - 550  | Kỷ Hiếu công ?-567 TCN - 550  | Kỷ Hiếu công ?-567 TCN - 550  | Kỷ Hiếu công ?-567 TCN - 550  |                  |                  | Kỷ Văn công ?-550 TCN - 536 TCN  | Kỷ Văn công ?-550 TCN - 536 TCN  | Kỷ Văn công ?-550 TCN - 536 TCN  | Kỷ Văn công ?-550 TCN - 536 TCN  | Kỷ Văn công ?-550 TCN - 536 TCN  | Kỷ Văn công ?-550 TCN - 536 TCN  |  |  | Kỷ Bình công ?-536 TCN - 518 TCN | Kỷ Bình công ?-536 TCN - 518 TCN | Kỷ Bình công ?-536 TCN - 518 TCN | Kỷ Bình công ?-536 TCN - 518 TCN | Kỷ Bình công ?-536 TCN - 518 TCN | Kỷ Bình công ?-536 TCN - 518 TCN |                                |                                |                                  |                                |                                |                                |                                |                                |  |  |  |  |  |  |  |  |  |  |  |  |  |  |
| Kỷ Hiếu công ?-567 TCN - 550     | Kỷ Hiếu công ?-567 TCN - 550  | Kỷ Hiếu công ?-567 TCN - 550  | Kỷ Hiếu công ?-567 TCN - 550  | Kỷ Hiếu công ?-567 TCN - 550  | Kỷ Hiếu công ?-567 TCN - 550  |                  |                  | Kỷ Văn công ?-550 TCN - 536 TCN  | Kỷ Văn công ?-550 TCN - 536 TCN  | Kỷ Văn công ?-550 TCN - 536 TCN  | Kỷ Văn công ?-550 TCN - 536 TCN  | Kỷ Văn công ?-550 TCN - 536 TCN  | Kỷ Văn công ?-550 TCN - 536 TCN  |  |  | Kỷ Bình công ?-536 TCN - 518 TCN | Kỷ Bình công ?-536 TCN - 518 TCN | Kỷ Bình công ?-536 TCN - 518 TCN | Kỷ Bình công ?-536 TCN - 518 TCN | Kỷ Bình công ?-536 TCN - 518 TCN | Kỷ Bình công ?-536 TCN - 518 TCN |                                |                                |                                  |                                |                                |                                |                                |                                |  |  |  |  |  |  |  |  |  |  |  |  |  |  |
|                                  |                               |                               |                               |                               |                               |                  |                  |                                  |                                  |                                  |                                  |                                  |                                  |  |  | Kỷ Điệu công ?-518 TCN - 506 TCN |                                  |                                  |                                  |                                  |                                  |                                |                                |                                  |                                |                                |                                |                                |                                |  |  |  |  |  |  |  |  |  |  |  |  |  |  |
|                                  |                               |                               |                               |                               |                               |                  |                  |                                  |                                  |                                  |                                  |                                  |                                  |  |  |                                  |                                  |                                  |                                  |                                  |                                  |                                |                                |                                  |                                |                                |                                |                                |                                |  |  |  |  |  |  |  |  |  |  |  |  |  |  |
|                                  |                               |                               |                               |                               |                               |                  |                  |                                  |                                  |                                  |                                  |                                  |                                  |  |  |                                  |                                  |                                  |                                  |                                  |                                  |                                |                                |                                  |                                |                                |                                |                                |                                |  |  |  |  |  |  |  |  |  |  |  |  |  |  |
|                                  |                               | Kỷ Ẩn công ?-506              | Kỷ Ẩn công ?-506              | Kỷ Ẩn công ?-506              | Kỷ Ẩn công ?-506              | Kỷ Ẩn công ?-506 | Kỷ Ẩn công ?-506 |                                  |                                  |                                  |                                  |                                  |                                  |  |  |                                  |                                  | Kỷ Ly công ?-506 TCN - 487 TCN   | Kỷ Ly công ?-506 TCN - 487 TCN   | Kỷ Ly công ?-506 TCN - 487 TCN   | Kỷ Ly công ?-506 TCN - 487 TCN   | Kỷ Ly công ?-506 TCN - 487 TCN | Kỷ Ly công ?-506 TCN - 487 TCN |                                  |                                |                                |                                |                                |                                |  |  |  |  |  |  |  |  |  |  |  |  |  |  |
|                                  |                               | Kỷ Ẩn công ?-506              | Kỷ Ẩn công ?-506              | Kỷ Ẩn công ?-506              | Kỷ Ẩn công ?-506              | Kỷ Ẩn công ?-506 | Kỷ Ẩn công ?-506 |                                  |                                  |                                  |                                  |                                  |                                  |  |  |                                  |                                  | Kỷ Ly công ?-506 TCN - 487 TCN   | Kỷ Ly công ?-506 TCN - 487 TCN   | Kỷ Ly công ?-506 TCN - 487 TCN   | Kỷ Ly công ?-506 TCN - 487 TCN   | Kỷ Ly công ?-506 TCN - 487 TCN | Kỷ Ly công ?-506 TCN - 487 TCN |                                  |                                |                                |                                |                                |                                |  |  |  |  |  |  |  |  |  |  |  |  |  |  |
|                                  |                               |                               |                               |                               |                               |                  |                  |                                  |                                  |                                  |                                  |                                  |                                  |  |  |                                  |                                  |                                  |                                  |                                  |                                  |                                |                                |                                  |                                |                                |                                |                                |                                |  |  |  |  |  |  |  |  |  |  |  |  |  |  |
|                                  |                               |                               |                               |                               |                               |                  |                  |                                  |                                  |                                  |                                  |                                  |                                  |  |  | Kỷ Mẫn công ?-487 TCN - 471 TCN  | Kỷ Mẫn công ?-487 TCN - 471 TCN  | Kỷ Mẫn công ?-487 TCN - 471 TCN  | Kỷ Mẫn công ?-487 TCN - 471 TCN  | Kỷ Mẫn công ?-487 TCN - 471 TCN  | Kỷ Mẫn công ?-487 TCN - 471 TCN  |                                |                                | Kỷ Ai công ?-471 TCN - 461 TCN   | Kỷ Ai công ?-471 TCN - 461 TCN | Kỷ Ai công ?-471 TCN - 461 TCN | Kỷ Ai công ?-471 TCN - 461 TCN | Kỷ Ai công ?-471 TCN - 461 TCN | Kỷ Ai công ?-471 TCN - 461 TCN |  |  |  |  |  |  |  |  |  |  |  |  |  |  |
|                                  |                               |                               |                               |                               |                               |                  |                  |                                  |                                  |                                  |                                  |                                  |                                  |  |  | Kỷ Mẫn công ?-487 TCN - 471 TCN  | Kỷ Mẫn công ?-487 TCN - 471 TCN  | Kỷ Mẫn công ?-487 TCN - 471 TCN  | Kỷ Mẫn công ?-487 TCN - 471 TCN  | Kỷ Mẫn công ?-487 TCN - 471 TCN  | Kỷ Mẫn công ?-487 TCN - 471 TCN  |                                |                                | Kỷ Ai công ?-471 TCN - 461 TCN   | Kỷ Ai công ?-471 TCN - 461 TCN | Kỷ Ai công ?-471 TCN - 461 TCN | Kỷ Ai công ?-471 TCN - 461 TCN | Kỷ Ai công ?-471 TCN - 461 TCN | Kỷ Ai công ?-471 TCN - 461 TCN |  |  |  |  |  |  |  |  |  |  |  |  |  |  |
|                                  |                               |                               |                               |                               |                               |                  |                  |                                  |                                  |                                  |                                  |                                  |                                  |  |  |                                  |                                  |                                  |                                  |                                  |                                  |                                |                                | Kỷ Xuất công ?-461 TCN - 449 TCN |                                |                                |                                |                                |                                |  |  |  |  |  |  |  |  |  |  |  |  |  |  |
|                                  |                               |                               |                               |                               |                               |                  |                  |                                  |                                  |                                  |                                  |                                  |                                  |  |  |                                  |                                  |                                  |                                  |                                  |                                  |                                |                                |                                  |                                |                                |                                |                                |                                |  |  |  |  |  |  |  |  |  |  |  |  |  |  |
|                                  |                               |                               |                               |                               |                               |                  |                  |                                  |                                  |                                  |                                  |                                  |                                  |  |  |                                  |                                  |                                  |                                  |                                  |                                  |                                |                                | Kỷ Giản công ?-449 TCN - 445 TCN |                                |                                |                                |                                |                                |  |  |  |  |  |  |  |  |  |  |  |  |  |  |

| Thụy hiệu        | Họ tên             | Thời gian trị vì | Số năm  |
| ---------------- | ------------------ | ---------------- | ------- |
| Kỷ Đông Lâu công |                    |                  |         |
| Kỷ Tây Lâu công  |                    |                  |         |
| Kỷ Đề công       |                    |                  |         |
| Kỷ Mưu Thú công  |                    |                  |         |
| Kỷ bá Mỗi Vong   | Tên tự là Mỗi Vong |                  |         |
| Kỷ Vũ công       | Tên tự là Bạch     | 750 TCN-704 TCN  | 47      |
| Kỷ Tĩnh công     |                    | 703 TCN-681 TCN  | 23      |
| Kỷ Cung công     |                    | 680 TCN-673 TCN  | 8       |
| Kỷ Đức công      |                    | 672 TCN-655 TCN  | 18      |
| Kỷ Thành công    |                    | 654 TCN-637 TCN  | 18      |
| Kỷ Hoàn công     | Tên tự là Cô Dung  | 636 TCN-567 TCN  | 70      |
| Kỷ Hiếu công     | Tên tự là Cái      | 566 TCN-550 TCN  | 17      |
| Kỷ Văn công      | Tên tự là Ích Cô   | 549 TCN-536 TCN  | 14      |
| Kỷ Bình công     | Tên tự là Úc       | 535 TCN-518 TCN  | 18      |
| Kỷ Điệu công     | Tên tự là Thành    | 517 TCN-506 TCN  | 12      |
| Kỷ Ẩn công       | Tên tự là Khất     | 506 TCN          | 7 tháng |
| Kỷ Ly công       | Tên tự là Toại     | 505 TCN-487 TCN  | 19      |
| Kỷ Mẫn công      | Tên tự là Duy      | 486 TCN-471 TCN  | 16      |
| Kỷ Ai công       | Tên tự là Át Lộ    | 470 TCN-461 TCN  | 10      |
| Kỷ Xuất công     | Tên tự là Sắc      | 460 TCN-449 TCN  | 12      |
| Kỷ Giản công     | Tên tự là Xuân     | 448 TCN-445 TCN  | 4       |